# Khalid Boukichou
Khalid Boukichou (in arabo خاليد بوكيتشو‎?; Nador, 17 settembre 1992) è un cestista marocchino con cittadinanza belga.

## Palmarès
- Campionato belga: 6

Ostenda: 2011-12, 2012-13, 2013-14, 2014-15, 2015-16, 2016-17
- Coppa del Belgio: 5

Ostenda: 2013, 2014, 2015, 2016, 2017
- Supercoppa del Belgio: 2

Ostenda: 2014, 2015